# Chi phí

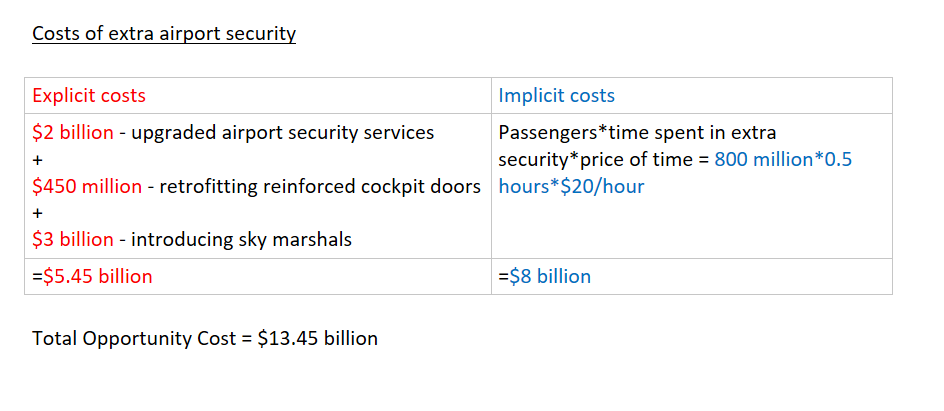
Ví dụ về chi phí cơ hội trong việc tăng cường an ninh sân bay, trong đó bảng thống kê đề cập đến các loại chi phí có thể phát sinh bao gồm cả chi phí rõ ràng và chi phí ẩn

Chi phí là một khái niệm cơ bản nhất của bộ môn kế toán, của việc kinh doanh và trong kinh tế học, là bất cứ thứ gì mà một thực thể (cá nhân, tổ chức, doanh nghiệp) phải hy sinh (đánh đổi) để đạt được một điều gì đó. Ở một nghĩa rộng hơn, chi phí các hao phí về nguồn lực để doanh nghiệp đạt được một hoặc những mục tiêu cụ thể. Nói một cách khác, hay theo phân loại của kế toán tài chính thì đó là số tiền phải trả để thực hiện các hoạt động kinh tế như sản xuất, giao dịch, v.v... nhằm mua được các loại hàng hóa, dịch vụ cần thiết cho quá trình sản xuất, kinh doanh. Như vậy, có nhiều loại chi phí khác nhau.

## Chi phí sản xuất
Chi phí sản xuất là số tiền mà hãng phải chi để mua các yếu tố đầu vào cần thiết cho quá trình sản xuất nhằm mục đích thu lợi nhuận. Chí phí sản xuất lại gồm các loại chi phí sau: tổng chi phí, chi phí trung bình, chi phí biên, chi phí cố định (định phí), chi phí khả biến (biến phí), chi phí dài hạn, chi phí ngắn hạn, chi phí chìm, v.v.

## Chi phí tiêu dùng
Theo quan niệm của người tiêu dùng thì chi phí đối với một hàng hóa là tất cả những hao tổn mà người tiêu dùng phải bỏ ra để có được lợi ích do tiêu dùng hàng hóa đó mang lại. Họ phải chi ra tiền bạc, sức lực, thời gian và thậm chí các chi phí do khắc phục những hậu quả phát sinh bởi việc tiêu dùng một sản phẩm.

## Chi phí giao dịch
Chi phí giao dịch là chi phí cần thiết để có thể tiến hành trôi chảy các giao dịch kinh tế. Chi phí giao dịch gồm các loại: chi phí tìm kiếm và thông tin, chi phí thương thảo, chi phí đảm bảo thực hiện hợp đồng và các chi phí khác.

## Chi phí cơ hội
Chi phí cơ hội là phần lợi nhuận mất đi khi chọn phương án này mà không chọn phương án khác. Vì vậy, chi phí cơ hội là phần lợi ích bị mất đi khi lựa chọn phương án sản xuất (hay tiêu dùng) này mà bỏ qua phương án sản xuất (hay tiêu dùng) khác.

## Giá trị của thông tin chi phí trong kinh doanh
Thông tin chi phí cần để thực hiện những nhiệm vụ sau: 
- Thiết kế những sản phẩm và dịch vụ đáp ứng những kỳ vọng của khách hàng

và đồng thời mang lại lợi nhuận; 
- Đưa ra tín hiệu xem các hoạt động cải thiện (liên tục hay gián đoạn – tái cơ

cấu) về chất lượng, hiệu quả và tốc độ có cần thiết hay không. 
- Định hướng cho các quyết định về tổng thể sản phẩm
- Chọn lựa nhà cung cấp
- Thương lượng về giá cả, đặc tính sản phẩm, chất lượng, phân phối và dịch vụ với khách hàng
- Xây dựng các quy trình dịch vụ và phân phối hữu hiệu, hiệu quả cho những thị trường và khách hàng mục tiêu

## Hệ thống và phương pháp kiểm soát chi phí
Những hệ thống kiểm soát chi phí truyền thống nhấn mạnh vào sự ổn định, kiểm soát và hiệu quả của những máy móc, công nhân và các bộ phận phòng ban một cách riêng lẻ thông qua việc sử dụng các công cụ chẳng hạn báo cáo về sự chênh lệch và tiêu chuẩn. Những nhà kế toán quản trị hoạt động như người ghi chép kết quả – là những nhà quan sát trung lập đứng bên ngoài đường biên, những người tách rời với hoạt động. Thông thường họ thậm chí còn không quan sát việc sản xuất, phân phối sản phẩm và dịch vụ. Thay vào đó họ lập và phát hành những báo cáo định kỳ - chậm trễ sau nhiều ngày hoặc nhiều tuần – về kết quả của "ván bài" đã được thực hiện tại các bộ phận sản xuất và dịch vụ trong quá khứ.